# Реттель, Леонард
Леонард Лазарь Реттель (литературный псевдоним — Ян Замостовский) (пол. Leonard Łazarz Rettel; 6 ноября 1811, Подгайцы, Галиция — 21 марта 1885, Париж) — польский политик, один из видных деятелей польского восстания 1830 года, литератор, публицист, переводчик, первый в Польше испанист.

## Биография
Окончил Варшавский лицей, с 1830 слушал лекции в столичном университете. В том же году в числе заговорщиков ворвался во дворец Бельведер в Варшаве, с целью ареста наместника Царства Польского — великого князя Константина Павловича (брата императора Николая I). Позже участвовал в сражениях с русскими войсками в составе полка линейной пехоты. Получил чин капитана.
За участие в восстании приговорён к смертной казни. После подавления выступления бежал за границу. С ноября 1831 — член Польского национального комитета в Париже. Один из организаторов Польского демократического общества .
Проживая в Париже печатался в польских эмигрантских газетах и журналах. Переводил с испанского.
Друг Адама Мицкевича. Вместе с ним, находясь в эмиграции, подпал под влияние мистиков. По убеждениям республиканец и социалист-утопист (в духе Сен-Симона). Принимая участие в издании полного собрания сочинений Мицкевича, (Париж, 1880 г.). Л. Реттель ввёл в пятый том полного собрания сочинений поэта, раздел «Александр Пушкин», состоящий из двух статей. Одна принадлежит самому Мицкевичу: пространный некролог — «Александр Пушкин» с оценкой творчества и личности нашего поэта (появился первоначально на французском языке). Другая — сопровождающая эту статью — написана самим Реттелем, переведшим некролог на польский и снабдившим его своим вступлением: «Предисловие переводчика».
Похоронен на парижском кладбище Монпарнас.

## Избранные произведения
- Cyryl i Metody: streszczenie najnowszych poszukiwań, 1871,
- Wspomnienie o Karolu Różyckim , 1894.
- Александр Пушкин : историко-литературная справка.